# On Fire (Lil Wayne)
On Fire è un brano musicale del rapper di New Orleans Lil Wayne, pubblicato come secondo singolo estratto dall'album Rebirth. la canzone è stata prodotta da Cool & Dre ed è stata pubblicata il 3 dicembre 2009.
Il brano si basa su un campionamento del brano She's on Fire di Amy Holland. Nel brano il rapper fa uso dell'Auto-Tune.

## Tracce
CD Promo
1. On Fire - 4:08
2. Da Da Da - 3:40

## Classifiche
| Classifica (2009)                    | Posizione Più alta |
| ------------------------------------ | ------------------ |
| U.S. Billboard Hot 100               | 62                 |
| U.S. Billboard Hot R&B/Hip-Hop Songs | 54                 |
| U.S. Billboard Rap Songs             | 25                 |